# The Minis
The Minis es una película estadounidense de comedia, deporte y familiar de 2007, dirigida y escrita por Valerio Zanoli, que a su vez se encargó de la musicalización junto a John Biancale y Diego Groff, los protagonistas son Dennis Rodman, Gabriel Pimentel y Joe Gnoffo, entre otros. El filme fue realizado por High Concept, Really Good y The Minis; se estrenó el 9 de noviembre de 2007.

## Sinopsis
Un exitoso equipo de baloncesto integrado por personas de talla baja, participa de un torneo para ayudar al hijo de un colega a poder ir a la facultad.